# 謝拉島

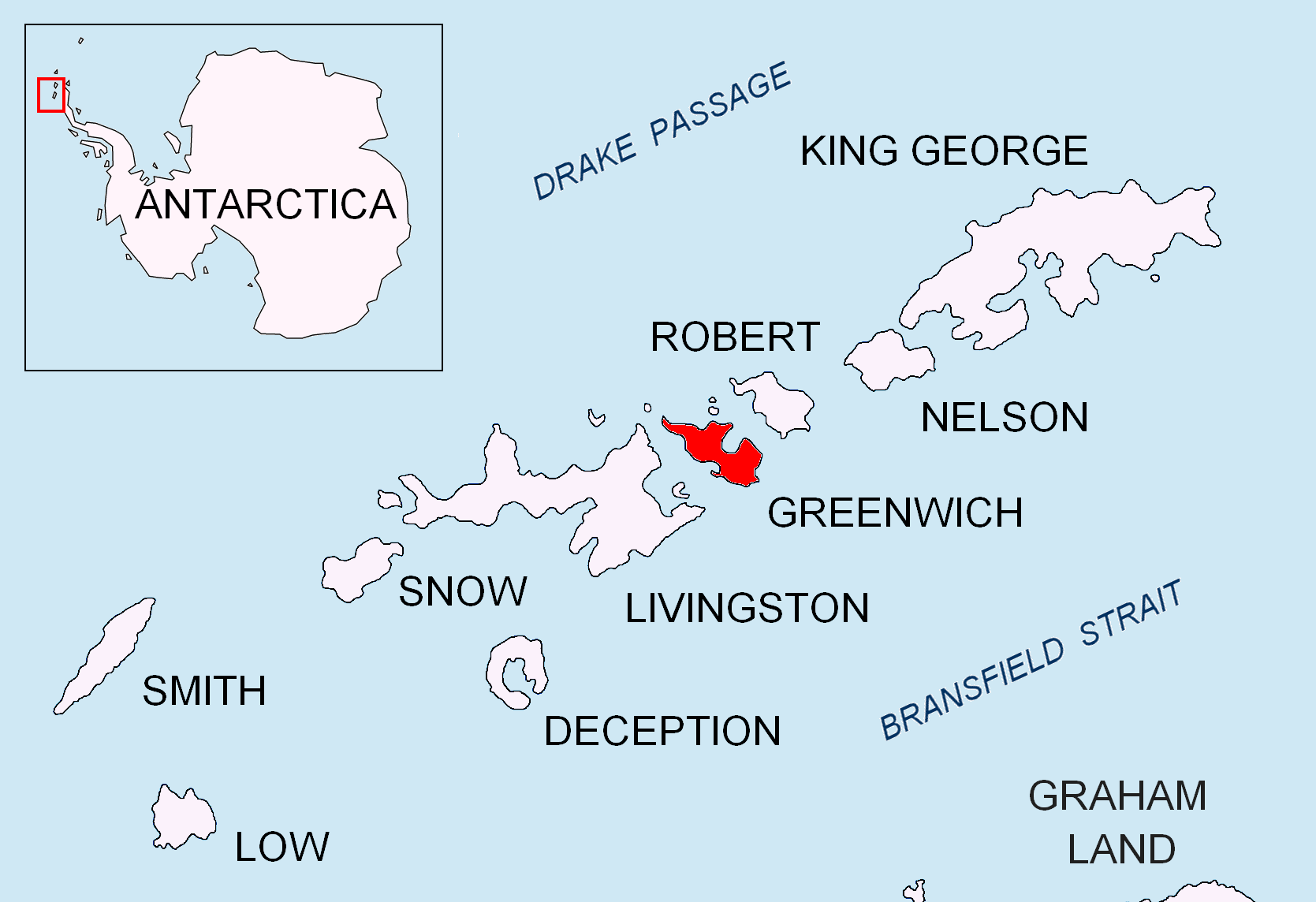

謝拉島（英語：Sierra Island）是南極洲的島嶼，屬於南設得蘭群島中艾秋群島的一部分，面積0.14平方公里，島上無人居住，英國、阿根廷和智利在南極條約體系下擱置對該島的領土主權要求。

## 外部連結
- Composite Antarctic Gazetteer（页面存档备份，存于）

62°24′S 59°48′W / 62.400°S 59.800°W